# Haloperoxidase
Haloperoxidasen zijn peroxidasen die de oxidatie van halogeniden met waterstofperoxide kunnen katalyseren. Zowel halogeniden en waterstofperoxide komen in het milieu voor.
Met de wet van Nernst is uit te rekenen dat waterstofperoxide chloride (E°= 1,36 V), bromide (E°= 1,09 V) en jodide (E°= 0,536 V) onder natuurlijke omstandigheden, bijvoorbeeld in een temperatuurbereik van 0-30 °C en een pH van 3 (humus) tot 8 (zeewater) kan oxideren. Fluoride (E°= 2,87 V) kan niet onder natuurlijke omstandigheden worden geoxideerd. De onderstaande tabel classificeert de haloperoxidasen naar de halogeniden van welke ze de oxidatie kunnen katalyseren.
| Haloperoxidase         | Oxideerbaar halogenide | Oorsprong                                                                                        |
| ---------------------- | ---------------------- | ------------------------------------------------------------------------------------------------ |
| Chloorperoxidase (CPO) | Cl−, Br−, I−           | witte bloedcellen (myeloperoxidase) rode bloedcellen (eosinofielperoxidase) Caldariomyces fumago |
| Broomperoxidase (BPO)  | Br−, I−                | melk, speeksel, tranen marine algen                                                              |
| joodperoxidase (IPO)   | I−                     | mierikswortel (mierikswortelperoxidase) schildklier (schildklierperoxidase)                      |